# Epitaph (God Is an Astronaut)
Epitaph – dziewiąty album post-rockowego zespołu God Is an Astronaut z Irlandii. Został wydany 27 kwietnia 2018.

## Lista Utworów
1. Epitaph – 7:53
2. Mortal Coil - 5:32
3. Winter Dusk/Awakening - 6:42
4. Seance Room 7:40
5. Komorebi - 5:31
6. Medea - 6:58
7. Oisín - 4:18[2].